# KkStB-Tenderreihe 31
Die kkStB-Tenderreihe 31 war eine Schlepptenderreihe der k.k. österreichischen Staatsbahnen (kkStB), deren Fahrzeuge ursprünglich auch von der Kaiserin Elisabeth-Bahn (KEB) und der Arlbergbahn stammten.
Ab 1884 wurden diese Tender von der Arlbergbahn und von der kkStB bestellt.
Die von der KEB ab 1858 beschafften Tender, die später von der kkStB als Reihe 10 bezeichnet wurden,
baute die kkStB zu einem großen Teil von 1892 bis 1912 in solche der Reihe 31 um.
Die Tender (sowohl die der Reihe 31 als auch die der ursprünglichen Reihe 10) wurden von der Wiener Neustädter Lokomotivfabrik, von Krauss in Linz, von der Lokomotivfabrik Floridsdorf, von der Lokomotivfabrik der StEG, von Sigl in Wien und von der Sächsischen Maschinenfabrik in Chemnitz geliefert.